# Jan Arend Godert de Vos van Steenwijk (1889-1972)
Mr. Jan Arend Godert baron de Vos van Steenwijk ('s-Gravenhage, 23 december 1889 - huis De Gelder, Wijhe, 6 december 1972) was jurist en voorzitter van de Hoge Raad van Adel.

## Biografie
De Vos was lid van de familie De Vos van Steenwijk en een zoon van Eerste Kamervoorzitter mr. Willem Lodewijk baron de Vos van Steenwijk (1859-1947) en Ferdinanda Anna van Naamen van Eemnes (1868-1900). Hij trouwde in 1917 met Marie Alwina Rodolphina Sophie Gräfin von der Goltz (1895-1973), lid van de familie Von der Goltz (1787), met wie hij zes kinderen kreeg, onder wie Alwine de Vos van Steenwijk (1921-2012).
Na zijn rechtenstudie werd De Vos secretaris van de curatoren van de Rijksuniversiteit Leiden. Vanaf 1935 was hij lid, en tussen 1939 en 1947 voorzitter van de Hoge Raad van Adel. Na de oorlog bleken medeleden onder andere vanwege zijn Duitsgezindheid en de omgang met hoge NSB'ers tijdens de bezetting, alsmede dat hij zich voor zijn werk bij de raad had laten betalen, van mening dat hij niet kon aanblijven als voorzitter van de raad; op eigen verzoek werd hem daarop in 1947 ontslag verleend.
Het echtpaar bewoonde het huis De Gelder waarop De Vos ook overleed. Hij erfde van zijn oom mr. dr. Jan Arend baron de Vos van Steenwijk (1855-1941) huize Mataram onder Dalfsen, van diens zus, zijn tante, Antoinette barones van Dedem-barones de Vos van Steenwijk (1858-1952) Huis Voorstonden. Anno 2023 wordt Mataram bewoond door een kleinzoon van hem, zoon van zijn dochter mr. M.E. de Beaufort-barones Vos van Steenwijk (1928-2004) die getrouwd was met een zoon van de Driebergse burgemeester.
- International Standard Name Identifier: 0000 0003 8990 6513
- Nederlandse Thesaurus van Auteursnamen: 068830394
- Virtual International Authority File: 283449277